# Estany de la Comassa
L'Estany de la Comassa (oficialment Lac de Coumasse en francès) està situat en la comuna cerdana d'Angostrina i Vilanova de les Escaldes, a la Catalunya del Nord.

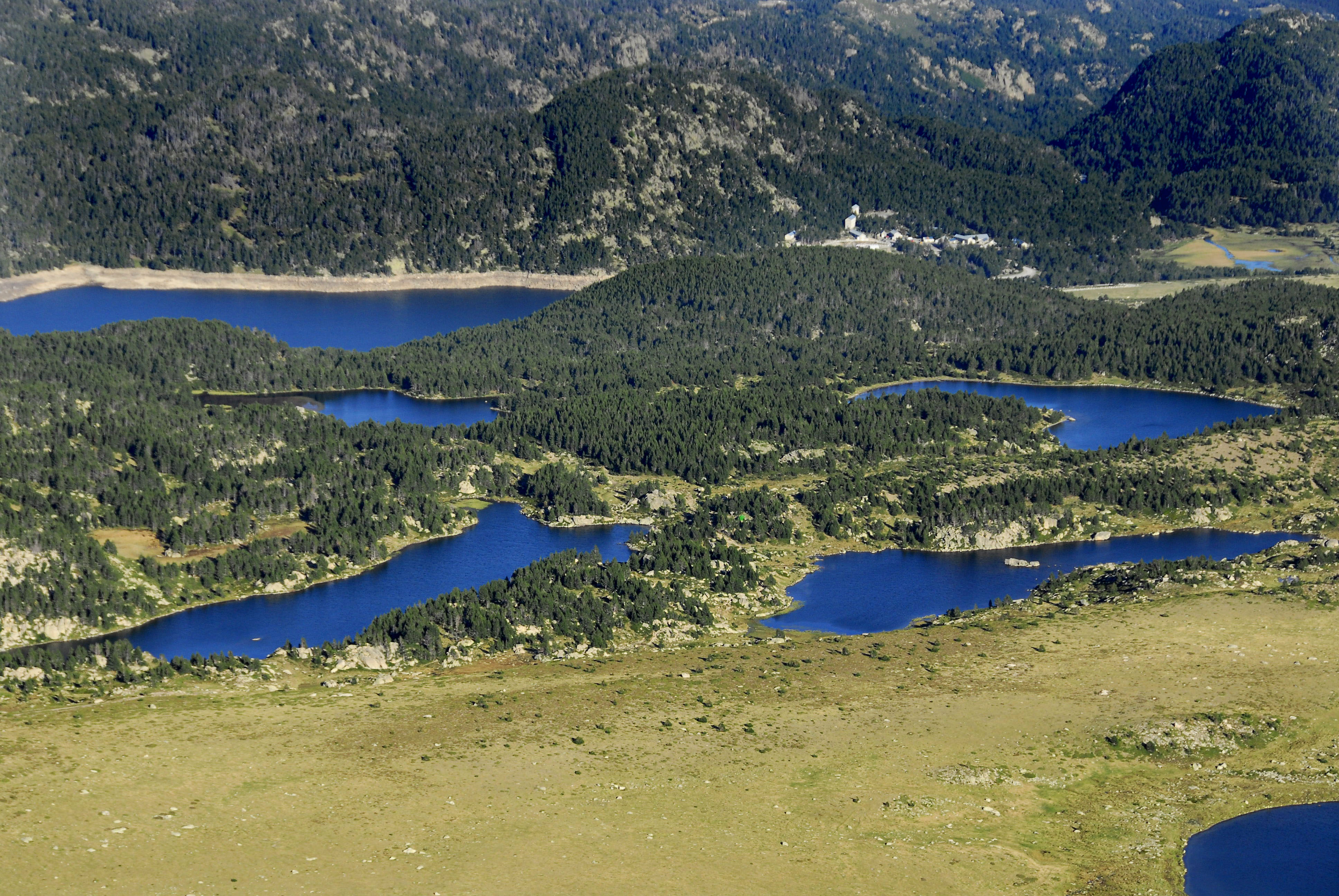
Els estanys de la Comassa, Sec, del Viver i Negre; al fons, la Bollosa

És a l'est del Massís del Carlit, a la capçalera de la vall d'Angostrina, d'origen glacial. És al nord de l'Estany Sec, en el qual desguassa, a ponent de l'Estany del Viver, al nord-oest de l'Estany Negre, al nord-est de l'Estany Llat i al sud-est de l'Estany Llong. La pesca sense mort hi és autoritzada el 2011.